# Església del cementiri de Vilobí del Penedès
L'església del cementiri de Vilobí del Penedès, antiga església parroquial de Santa Maria de Vallformosa, és un edifici de Vilobí del Penedès (Alt Penedès) situat a la carretera de Vilafranca del Penedès a les Cabanyes. Està inclòs a l'Inventari del Patrimoni Arquitectònic de Catalunya.

## Descripció
L'església està situada al costat del cementiri, prop de la riera. Ambdues construccions formen un nucli aïllat. L'església presenta tres naus i absis de planta semicircular. El campanar, de planta octogonal, s'eleva sobre una nau. És interessant el portal d'accés, d'estil neoclàssic, amb columnes adossades, fris i frontó.

## Història
La parròquia de Santa Maria de Vallformosa està datada des del segle X. L'església actual (del cementiri) es va aixecar el 1778. En origen l'església de Santa Maria de Vallformosa (Sancta Marie de Valle fermosa) fou d’estil romànic i es degué enderrocar al segle XVI, moment en què es comença a construir l'església actual, d'estil neoclàssic, enllestida el segle XVII. Pel que sembla, ben entrat el segle XVIII s'optà per dotar l'església amb un portal d'arc de mig punt, muntants amb semicolumnes adossades i frontó triangular. L'any 1888 s'amplia i remodela el cementiri. El campanar és neoclàssic i va ser aixecat el segle XVIII. Durant el segle xx, el conjunt de l'espai ocupat per l'església i el cementiri es remodelà. En finalitzar les obres, l'església, que als inicis de segle tenia afegit el cementiri al seu cantó de migdia, quedà envoltada per tot el fossar.
En els anys 1980 ja restava sense culte, al costat del cementiri.